# Радченко Олександра Володимирівна
Олександра Володимирівна Радченко (англ. Olexandra Radchenko; нар.17 червня 1975, Київ) — митець, фотограф українського походження. Протягом багатьох років живе і працює за межами своєї країни. Творить в різних напрямках мистецтва, особливу увагу приділяючи художній фотографії.

## Біографія
Народилася 17 червня 1975 року в Києві в сім'ї професора фізики, за національністю — українка.
1997 року закінчила факультет автоматики та обчислювальної техніки Київського Національного Авіаційного Університету (тоді КМУЦА).
2015 року отримала диплом фотографа в Люблінській школі мистецтва та проектування.

## Праця
У 2001—2005 працювала вебдизайнером. Від 2005 працювала графічним дизайнером (поліграфічні проекти). Від 2015 року фоторепортер газети «Dziennik wschodni».

## Творчість
Від 1999 року займається художньою фотографією, переважно аналоговою.
Участь у колективних фотовиставках: Люблін (2012), Санкт-Петербург (2011), Москва (2010).
Організація виставки грузинської фотографії «Дні» (Люблін 2009).
Особисті фотографічні виставки:
- «Подробиці» (Люблін, червень 2015)

- «Місто-альбінос» (Люблін, березень 2014)

- «Квадратний світ» (Люблін, травень 2013)
- «Люблінське воєводство аналогово» (Люблін, лютий 2013)
- «Тільки фотографія» (Люблін, січень 2013)
- «Москва — Пєтушкі» (Люблін, січень 2013)
- «Мандруючи Любліном» (Люблін, травень 2012)
- «Побач Київ» (Люблін, березень 2012)
- «Мій Люблін» (Люблін, вересень 2011)
- «Діти Любліна» (Люблін, квітень 2011)
- «Століття, що сплять» (Люблін, березень 2011)

## Досягнення
В 2014 році вийшов перший індивідуальний фото альбом «Było sobie Miasto» (видавництво «Norbertinum», ISBN 978-83-7222-536-8)
Учасниця багатьох фотоконкурсів, в тому:
- «Велика маленька людина» / Люблін 2012/ переможниця /
- «Шкільний репортаж» / Санкт-Петербург 2010/третє місце/
- «Дитяча фотографія NIVEA» / Люблін / зима 2008, зима 2009 і весна 2009/трикратна переможниця /
- «Гра» / Москва 2010/переможниця/
- «Дитячий портрет» / Київ/1999/переможниця/

У 2014 році отримала отримала стипендію Президента Любліна в галузі культури.
У 2013 році отримала подяку від Маршалка Люблінського воєводства за цілокшталт мистецької діяльності. Того ж року отримала стипендію Люблінського воєводства в галузі культури.